# فرانک فاریان
فرانک فاریان (انگلیسی: Frank Farian؛ ۱۸ ژوئیهٔ ۱۹۴۱ – ۲۳ ژانویهٔ ۲۰۲۴) ترانه‌سرا، تهیه‌کننده موسیقی آلمانی بود. او تهیه‌کننده گروه‌های موسیقی بانی ام، میلی وانیلی، لابوش و نو مرسی بود.
فرانک فاریان در سال ۱۹۷۴ گروه بانی ام را بنا کرد و بابی فارل را به عنوان خواننده اصلی گروه تعیین کرد.